# Beyond All Reason
Beyond All Reason, абревіатура BAR — безкоштовна науково-фантастична стратегія в реальному часі з відкритим кодом. Доступна для Windows і Linux. Базується на форку ігрового рушія SpringRTS під назвою Recoil, і натхнення стратегіями Total Annihilation та Supreme Commander. Гра перебуває на стадії альфа-тестування та поширюється через вебсайт проєкту.

## Ігровий процес
Beyond All Reason відтворює великі битви за участю роботів. На початку гравець володіє єдиним великим роботом — Командним юнітом, який створює базові споруди та має початкове озброєння. Для будівництва та створення армії потрібні метал і енергія. Метал добувається екстракторами металу, розміщеними на родовищах. Енергія отримується від вітрогенераторів і сонячних панелей, які можна збудувати будь-де, але на їхню продуктивність впливають погодні умови. Потім стають доступні геотермальні генератори, що ставляться на гейзерах, і припливні генератори, які потрібно розміщувати у воді. Споруди поділяються на економічні (добування ресурсів, їхнє зберігання), бойові (стаціонарна зброя, фортифікації), утилітарні (розвідка, РЕБ, обслуговування бази) та виробничі (фабрики та верфі). Командний юніт може створювати тільки базові споруди, для будівництва високотехнологічніших потрібно зробити на фабриках спеціалізованих будівельників.
Війська поділяються на крокуючих ботів, колісну техніку, авіацію, флот і підводні апарати. Крім того можна створювати техніку-амфібій, яка рухається і по суші, і по воді; та техніку на повітряній подушці, що літає невисоко над сушею та водою. В Beyond All Reason понад 400 видів юнітів. Юні типи та технологічний рівень при віддаленні камери огляду вказуються піктограмами. Всього є 3 технологічних рівня та додатковий експериментальний, до якого належать найпотужніші бойові одиниці. Існують різні типи зброї, включаючи вогнепальну, ракетну, лазерну, електричну та ін. Спеціалізовані юніти здатні відновлювати знищені бойові одиниці, виконувати ремонт, маскуватися, закладати міни. Огляд карти обмежений радіусом сенсорів юнітів і споруд. Для його розширення потрібно ставити радари.
Рельєф місцевості має реалістичний вплив на битви. Гори блокують радар, техніка сповільнюється під час підйому, фланговий обхід дає перевагу, а відступаюча артилерія не може вести вогонь у зворотному напрямку. Балістична зброя стріляє далі та завдає більшої шкоди з узвишшя. Оформлення місцевості може включати різні природні умови та біоми.
Усі юніти та снаряди моделюються в режимі реального часу. Балістичні снаряди мають реалістичну дугу польоту. Ракети мають обмежену дальність польоту, лазери завдають меншої шкоди на великій відстані, а вибухи, вогонь та електрична зброя мають зону ураження.
Beyond All Reason підтримує однокористувацьку гру проти комп'ютера та багатокористувацьку. Є дві фракції: Армада та Кортекс, які нагадують Arm і Cortex із Total Annihilation. Планується додати третю — Легіон. Також виключно як суперники наявні Раптори (металоїдні ящери) та Сміттярі (рій самовідтворюваних роботів).
Гра запускається через лончер, який автоматично оновлює її.

## Розробка
Гра базується на вдосконаленій версії рушія Spring, щоб підняти продуктивність до поточних стандартів. Вони включають багатопотокову систему пошуку шляху, рендеринг OpenGL4, підтримку численних юнітів та споруд в одній грі. Теоретично BAR підтримує максимум 160 учасників у матчі.
У березі 2025 року в одній битві зіткнулися 110 гравців одночасно з близько 150 тис. юнітів. У ній брали участь 5 команд по 22 учасника в кожній.

## Сприйняття
Крістофер Джанаро у PCMag в 2023 році назвав Beyond All Reason однією з найкращих RTS за минулі роки та схвально відгукнувся про інтуїтивно зрозуміле управління базою та військами, великий масштаб битв, численність юнітів і цілковиту безкоштовність гри. Негативними аспектами критик назвав стилістичну подібність Армади й Кортексу, примітивний інтерфейс, відсутність однокористувацької кампанії та періодичні збої під час підбору гравців.
Beyond All Reason потрапила в топ-50 найкращих стратегічних відеоігор за версією Rock, Paper, Shotgun, хоча й отримала нижче місце, ніж Supreme Commander. Видання високо оцінило наслідування класики 1990-х, при великій стратегічній глибині та змозі створювати власний стиль гри. Screen Rant зарахувало її до найкращих RTS 2021 року.
Також українське видання Межа віднесло Beyond All Reason до найкращих сучасних стратегій, які вийшли за 2019-2024 роки.